# 馬里昂鎮區 (密蘇里州戴德縣)
馬里昂鎮區（英語：Marion Township）是位於美國密蘇里州戴德縣的一個行政鎮區。

## 地方資料
馬里昂鎮區的面積為78.08平方千米，當中陸地面積為77.81平方千米，而水域面積為0.27平方千米。根據2020年美國人口普查的數據，當地共有人口221人，而人口密度為每平方千米2.83人。